# Рюберг, Ивар
Ивар Магнус Рюберг (швед. Ivar Magnus Ryberg; 24 августа 1885, Flo Parish — 23 мая 1929, Гётеборг) — шведский гребец и футболист. Выступал за национальную сборную Швеции. Участник Олимпийских игр 1912 года.

## Биография
Выступал за «Эргрюте», в составе которого четырежды становился чемпионом Швеции.
Некоторое время жил в немецком Гамбурге, где выступал за местные клубы. В 1908 году выиграл чемпионат Северной Германии по лёгкой атлетике в метании диска.
6 ноября 1909 года дебютировал в составе национальной сборной Швеции в товарищеском матче с любительской сборной Англии. В этом матче, состоявшемся на стадионе «Анлаби Роуд» в Кингстон-апон-Халле, Швеция разгромно проиграла сопернику со счётом 0:7. Этот матч для Рюберга был единственным в составе сборной.
Летом 1912 года принимал участие в Олимпийских играх в Стокгольме в соревнованиях по академической гребле в дисциплине восьмёрок. Шведская команда выбыла в первом раунде, уступив команде Австралазии.
Умер в Гётеборге 23 мая 1929 года.

## Достижения
Эргрюте
- Чемпион Швеции: 1905, 1906, 1907, 1909